# Belinda (album Belindy Carlisle)
Belinda – debiutancki album studyjny amerykańskiej piosenkarki pop Belindy Carlisle wydany w 1986 roku.

## Lista utworów
| 1.  | „Mad About You”             | 3:36  |
|     |                             |       |
| 2.  | „I Need A Disguise”         | 3:55  |
|     |                             |       |
| 3.  | „Since You've Gone”         | 3:12  |
|     |                             |       |
| 4.  | „I Feel The Magic”          | 3:20  |
|     |                             |       |
| 5.  | „I Never Wanted A Rich Man” | 4:12  |
|     |                             |       |
| 6.  | „Band Of Gold”              | 3:42  |
|     |                             |       |
| 7.  | „Gotta Get To You”          | 4:06  |
|     |                             |       |
| 8.  | „From The Heart”            | 3:12  |
|     |                             |       |
| 9.  | „Shot In The Dark”          | 3:23  |
|     |                             |       |
| 10. | „Stuff And Nonsense”        | 4:30  |
|     |                             |       |
|     |                             | 37:08 |
|     |                             |       |

## Twórcy
| - Belinda Carlisle – wokal - Elisa Fior – wokal wspierający - Susanna Hoffs – wokal wspierający - Tom Kelly – wokal wspierający - Billy Steinberg – wokal wspierający - Jane Wiedlin – wokal wspierający - Charlotte Caffey – gitara, wokal wspierający - Lawrence Juber – gitara - David Lindley – gitara - Andy Taylor – gitara |  | - Paula Brown – gitara basowa, wokal wspierający - Paul Leim – perkusja - Paulinho Da Costa – instrumenty perkusyjne - Jim Cox – instrumenty klawiszowe - Claude Godette – instrumenty klawiszowe - Phil Shenale – instrumenty klawiszowe - Michael Lloyd – produkcja, instrumenty klawiszowe - Carmine Rubino – realizacja nagrań - William Orbit – realizacja nagrań, remiks |